# Михайлівська сільська рада (Апостолівський район)
Михайлівська сільська рада — колишній орган місцевого самоврядування у Апостолівському районі Дніпропетровської області з адміністративним центром у c. Михайлівка.

## Населені пункти
Сільській раді підпорядковані населені пункти:
- c. Михайлівка
- с. Катеринівка
- с. Михайло-Заводське
- с. Широчани

## Склад ради
Рада складається з 20 депутатів та голови.

## Керівний склад сільської ради
| ПІБ                           | Основні відомості                                                         | Дата обрання | Дата звільнення |
| ----------------------------- | ------------------------------------------------------------------------- | ------------ | --------------- |
| Карачубан Вячеслав Дмитрович  | Сільський голова, 1957 року народження, освіта, безпартійний              | 26.03.2006   | 31.10.2010      |
| Карачубан В'ячеслав Дмитрович | Сільський голова, 1957 року народження, освіта вища, член Партії регіонів | 31.10.2010   |                 |

Примітка: таблиця складена за даними джерела

## Населення
Згідно з переписом УРСР 1989 року чисельність наявного населення села становила 3706 осіб, з яких 1735 чоловіків та 1971 жінка.
За переписом населення України 2001 року в селі мешкало 3187 осіб.

### Мова
Розподіл населення за рідною мовою за даними перепису 2001 року:
| Мова       | Відсоток |
| ---------- | -------- |
| українська | 92,98 %  |
| російська  | 5,61 %   |
| білоруська | 0,88 %   |
| молдовська | 0,19 %   |
| румунська  | 0,06 %   |
| гагаузька  | 0,03 %   |
| німецька   | 0,03 %   |
| інші       | 0,22 %   |